# Дятлик жовтогрудий
Дя́тлик жовтогрудий (Campethera punctuligera) — вид дятлоподібних птахів родини дятлових (Picidae). Мешкає в Західній і Центральній Африці.

## Опис
Довжина птаха становить 22 см, вага 56-74 г. У самців верхня частина тіла зелена або жовтувато-зелена, спина поцяткована блідими плямками, надхвістя поцятковане тонкими блідими смужками.Крила коричневі, поцятковані жовтувато-білими або білими смужками. Хвіст жовтувато-коричневий, поцяткований блідими смужками, пера на ньому мають контрастно жовті стрижні. Нижня частина тіла жовтувато-біла, живіт і боки більш білі. Груди поцятковані дрібними чорними плямками, на боках вони іноді переходять в смуги. Нижня сторона крил жовтувато-біла, поцяткована темними смугами. 
Верхня частина голови червона, пера на ній біля основи сірі. Обличчя, скроні і тонкі "брови" над очима білі, через очі ідуть чорнуваті смуги. Під дзьобом червоні "вуса" з окремими чорними перами. Горло і шия з боків охристо-білі, поцятковані чорними плямами. Підборіддя біле, іноді поцятковане дрібними чорними плямами.
Дзьоб середньої довжини, темно-сірий з чорним кінчиком. Лапи зеленувато-сірі. Райдужки червоні, у молодих птахів сірувато-карі. У самиць лоб і тім'я чорні, поцятковані білими смужками, червона пляма обмежена потилицею, "вуса" у них чорно-білі. Представники підвиду C. p. balia є меншими, ніж представники номінативного підвиду, верхня частина тіла у них більш зелена і менш жовта, нижня частина тіла більш біла і більш пістрява. У самиць цього підвиду лоб і тім'я чорні, поцятковані чіткими чорними плямами.

## Підвиди
Виділяють два підвиди:
- C. p. punctuligera (Wagler, 1827) — від південно-західної Мавританії і Сенегалу до Камеруну, півночі ДР Конго і південно-західного Судану;
- C. p. balia (Heuglin, 1871) — Південний Судан і північний схід ДР Конго.

## Поширення і екологія
Жовтогруді дятлики мешкають в Мавританії, Сенегалі, Гамбії, Гвінеї-Бісау, Гвінеї, Сьєрра-Леоне, Кот-д'Івуарі, Гані, Того, Беніні, Малі, Буркіна-Фасо, Нігерії, Нігері, Камеруні, Центральноафриканській Республіці, Чаді, Судані, Південному Судані і Демократичній Республіці Конго. Вони живуть в лісистих саванах і на луках, порослих акаціями та іншими деревами. Зустрічаються парами або сімейними зграйками до 4 птахів, іноді приєднуються до змішаних зграй птахів. Живляться мурахами, термітами та їх личинками, шукають їжу на деревах і чагарниках, іноді на землі біля термітників. Сезон розмноження в ДР Конго триває з листопада по червень, в Західній Африці з квітня по серпень. Гніздяться в дуплах дерев часто в дуплі олійної пальми, в кладці 2-3 білих яйця. Молоді птахи залишаються на території батьків тривалий час.